# Elecciones parlamentarias de Hungría de 1998
Las elecciones parlamentarias se celebraron en Hungría el 10 de mayo de 1998, con una segunda vuelta electoral en 175 de los 176 distritos electorales uninominales el 24 de mayo.
Estas elecciones fueron históricas por varios aspectos como el surgimiento de la Alianza de Jóvenes Demócratas (FIDESZ-MPS) como el partido más grande de la derecha húngara iniciando un bipartidismo con el Partido Socialista Húngaro (MSZP) que solo se rompería en el año 2018. También marcaron el hundimiento de los 2 partidos que habían quedado como primer y 2.º lugar en las elecciones de 1990, el Foro Democrático de Hungría (MDF), partido que había gobernado el país entre 1990-1994, que no superó el 5% de los votos y solo conservó su representación dado que ganó en 17 de los 176 distritos uninominales y por el otro lado la Alianza de los Demócratas Libres (SZDSZ), socio de coalición del gobierno saliente, que quedó con el 7.88% de los votos y perdió 6 de cada 10 votantes. Por otro lado el MSZP perdió el 0.74% del total de votos, es decir paso del 32.99 al 32.25, (la única razón por la que perdió el 18% de sus votos fue por la baja participación de las elecciones). Estas elecciones fueron para el Partido Independiente de los Pequeños Propietarios (FKgP) su resurgimiento como fuerza política al obtener el mejor resultado desde el regreso a la democracia.
Aunque el Partido Socialista Húngaro (MSZP) recibió la mayoría de los votos, la Alianza de Jóvenes Demócratas (FIDESZ), en ese entonces liberal conservador, obtuvo la mayoría de los escaños. También fue una gran sorpresa el avance de la extrema derecha con el Partido Húngaro de la Justicia y la Vida (MIÉP). Después de la elección, el FIDESZ-MPS formó un gobierno de coalición de centro-derecha con el Partido Independiente de los Pequeños Propietarios (FKgP) y el Foro Democrático de Hungría (MDF).

## Antecedentes
Tras las elecciones de 1994 se había formado una coalición de gobierno entre el Partido Socialista Húngaro (MSZP) y la Alianza de los Demócratas Libres (SZDSZ) que tenía una mayoría parlamentaria del 72% de los escaños. La coalición se mantuvo sólida a pesar de los desacuerdos internos que se presentaban de manera regular entre los 2 miembros. Para 1998 la situación internacional del país había cambiado favorablemente. El fin de las negociaciones de los tratados húngaro-eslovaco y húngaro-rumano creó la oportunidad para un nuevo tipo de cooperación con los estados vecinos. El acuerdo con la Santa Sede en el verano de 1997 sirvió para resolver la relación entre la Iglesia y el estado. Junto con la República Checa y Polonia, Hungría había comenzado las negociaciones de adhesión a la OTAN, seguidas del lanzamiento de negociaciones prometedoras pero mucho más complejas y de más largo plazo en su proceso de adhesión a la Unión Europea. En el referéndum celebrado en diciembre de 1997 sobre la unión del país a la OTAN, con casi la mitad de los votantes participando, el 85% de los votantes dijo que sí a la adhesión. Como resultado de la ley de medios adoptada a fines de 1995, los sectores de servicios públicos y comerciales se separaron de los medios electrónicos. Y con la reforma del sistema judicial, se aprobó una ley sobre el establecimiento del Consejo Judicial Nacional y los Tribunales de la Corte. En la vida económica, se continuó con la privatización. Además de la privatización, el mayor impacto fue del programa de estabilización conocido como el paquete Bokros. La sociedad sensible a las severas medidas de austeridad, y a una drástica reducción en los niveles de vida. Las huelgas y las protestas de los agricultores finalmente terminaron con compromisos mutuos. Como resultado de las medidas de estabilización, la economía comenzó a crecer en la primavera de 1997, después de una década de recesión. Los escándalos que más horrorizaron en la opinión pública (el asunto de la puerta del petróleo, el escándalo del éxito del plan Terek, la acción de vigilancia bajo la cobertura de Nyírfa) también tuvieron un impacto en las elecciones.

## Campaña[5]

### Partido Socialista Húngaro(MSZP)
Tras las duras medidas de austeridad, las decisiones erróneas, los abusos de los cuatro años de la coalición MSZP-SZDSZ en el gobierno de 1994 a 1998, a pesar de la mejora de la tendencia económica, tuvieron un impacto negativo en los resultados de las elecciones de los dos partidos gobernantes en 1998. El resultado de la elección sorprendió a los partidos de la coalición de gobierno, ya que a fines de 1997, era seguro que todas las encuestas predijeron su victoria.  La gerencia del MSZP creía que el éxito del país en su conjunto fue un éxito para la estabilidad macroeconómica. Además, el MSZP a menudo tiene una varita sobre su propio socio de coalición. Por ejemplo, Gyula Horn declaró antes de las elecciones que esto simplemente no es una seguridad pública. Las disputas de la coalición ya han descuidado cualquier cooperación futura. Además, el ciclo no estuvo exento de fenómenos de corrupción. Esta política de campaña ha demostrado ser muy efectiva, especialmente si contrarrestamos las actividades de la campaña del MSZP, y personalmente las del primer ministro Gyula Horn. Los socialistas tenían una fuerte crítica ideológica de sus oponentes políticos. Entre las dos rondas, el presidente del partido habló de la aparición de una amenaza de extrema derecha y extrema derecha, el antieuropeísmo de Fidesz. Esto, al igual que los cuatro años de ataque del MDF a los socialistas, ha sido un completo fracaso y ha tenido el efecto contrario. Fidesz también fue liberado del primer nominado a la primera carrera pública: Gyula Horn no pudo competir con el joven, humorístico y dinámico Viktor Orbán.

### Alianza de Jóvenes Demócratas(FIDESZ)
Con los errores cometidos, el gobierno ofreció municiones a la oposición en la bandeja, lo que los tradujo exitosamente a su favor. Viktor Orbán estaba al mando de una fiesta en la que no aparecían plataformas competidoras. La alianza de elección subordinada de MDF con Fidess fue prácticamente una autonegación: ofreció su lugar anterior a cambio de la supervivencia. La contribución a la victoria del MDF fue un símbolo político. Aunque Fidesz no tenía una organización de partidos bien establecida, esta desventaja fue bien compensada por la cooperación civil. Al mismo tiempo, sin embargo, ha quedado claro para la parte que la importancia de las campañas locales no puede medirse por la importancia de la presencia en los medios de comunicación centrales. El apoyo de la élite local es esencial, pero ganar una parte de las élites centrales formadoras de opinión es irrelevante. La clara posición del liderazgo de la Iglesia católica a favor de Fidesz también fue efectiva contra los socialistas. El MSZP esperaba que el liderazgo de la Iglesia Católica permaneciera políticamente neutral, pero antes de las elecciones, la conferencia de la facultad episcopal, sin nombrar formalmente a un solo partido, alentó a sus creyentes a apoyar a Fidesz, y no desperdiciaría sus votos en los partidos pequeños. Esto fue un verdadero golpe para los partidos políticos en torno al cinco por ciento: KDNP se aisló, el MDNP y el destino del MDF se convirtieron en una lista de pérdidas. Aprendió del fracaso de sus actividades de 1994 en su política de campaña para contribuir al éxito electoral de la oposición. La campaña se centró en temas específicos como la seguridad pública, Bős-Nagymaros o unirse a la UE. Fidesz no criticó el programa de los partidos opuestos, sino que se centró en presentar su propio programa de partido. Él creía que una fuerte alternativa política y gubernamental al electorado debería publicarse para sentirse digno de votar por el partido. Sus carteles también llevan el eslogan "Hay otra opción, la Hungría cívica" o "Más que un cambio de gobierno, menos que un cambio de régimen".

### Partido Independiente de los Pequeños Propietarios(FKgP)
FKGP ha nominado a sus propios candidatos en las 176 circunscripciones individuales. Eran más jóvenes y más educados que los de las elecciones anteriores. También se cuidaron de tener más mujeres entre las candidatas que en los ciclos anteriores. Curiosamente, cada candidato individual en el distrito individual tuvo que pagar 200,000 forint a la cuenta del partido como contribución individual a la campaña. Los folletos de los representantes individuales de FKgP eran coloridos y coloridos, lo cual no era típico del Partido de los Pequeños Propietarios. En marzo de 1998, se reinició un periódico del Partido, el Pequeño Periódico. Antes de la elección, la página anunciaba fotos, currículos y noticias y programas relacionados con las elecciones para cada candidato. El elemento más importante del programa del partido fue el lanzamiento del crecimiento económico. Después de ingresar a la posición del gobierno, se planeó abolir la devaluación deslizante del forint, declarar las cargas públicas e introducir el impuesto a la renta familiar. En su programa, la restauración de la pena de muerte también ha aparecido en el caso de atrocidades masivas.

### Alianza de los Demócratas Libres(SZDSZ)
La proporción de votos emitidos para el SZDSZ también disminuyó en comparación con el MSZP, porque la opinión pública atribuyó las decisiones difíciles principalmente a la influencia del SZDSZ, y no ayudó que Iván Pető fuera reemplazado por Gábor Kuncze al frente del partido. El programa de elecciones del SZDSZ adoptado en febrero de 1998 se centró en los temas de economía, educación e integración europea. Querían verse a sí mismos como parte de la seguridad y un futuro consolidado. El elemento clave de la campaña fue enfatizar que el SZDSZ desempeñó un papel importante en la gobernabilidad: con el lema "Mantener la buena dirección", el partido quería enfatizar el buen desempeño de sus ministros al mismo tiempo y la necesidad del gobierno de realizar actividades gubernamentales en la SZDSZ.

### Partido Húngaro de la Justicia y la Vida(MIÉP)
Preparados para las elecciones de 1998, los pósteres del MIÉP incluyen el eslogan "Ni mejor ni nada a la izquierda, cristiano y húngaro". De acuerdo con el programa del partido, la economía y la sociedad deben ser impulsadas por la reactivación y la apreciación de la demanda interna y el trabajo húngaro. Por cierto, MIÉP comienza su campaña electoral bastante temprano, incluso a fines de enero. En este punto, un cartel pequeño y de bajo costo que representa a un pequeño baterista aparece en las columnas con la inscripción "Who Lives Hungary with Us". En muchos lugares, el nombre y el símbolo de la fiesta fueron volados por aerógrafos en las aceras y en las bocas de incendio. Como no eran solo una fiesta del medio por ciento para carteles y carteles, intentaron compensar el dinero perdido. Aparecen con puntos de pared y dibujos alrededor de la Pascua, como el famoso "The Bunny Comes, the Gyuszi Go". Sus folletos eran uniformes y mejorados que los carteles. Incluían algunos de los análisis de la línea de posición del partido sobre lo que querían de Hungría, y una carta adjunta de los candidatos en breve. Se utilizaron todas las oportunidades ofrecidas por los medios de comunicación después de la lista nacional.

### Foro Democrático de Hungría(MDF)
El contenido real de la campaña de MDF, "Seguridad para todos los días", ha sido destacado por un programa en papel ecológico. La campaña enfatizó que la experiencia política y gubernamental del MDF es indispensable para la creación de la Hungría moderna del tercer milenio. En consecuencia, el programa es crítico y constructivo, y sus palabras clave incluyen nación, patriotismo, apoyo familiar, seguridad social, estrategia nacional y las formaciones deshonestas del gobierno anterior. Al mismo tiempo, el programa se encarga de garantizar que, en algunos puntos, la necesidad de unirse al buque insignia europeo y la integración euroatlántica se haga evidente a la par de nacional, nacional. A la derecha, hubo una mayor reorganización, ya que el polo se fragmentó permanentemente debido al fracaso del gobierno de Antall y Boross. En 1994, la gran derrota del MDF provocó que otros tres partidos de derecha, FKgP, KDNP y MIÉP, pero el giro conservador estratégicamente cuidadosamente construido de Fidesz hizo imposible que los polos de la otra parte hicieran una reserva. Este proceso de consolidación fue finalmente bloqueado por la eliminación de la sede dirigida por Iván Szabó y el establecimiento del Partido Popular Democrático Húngaro (MDNP). El divorcio del partido preveía la derrota electoral tanto de los sobrevivientes como de los protagonistas.

## Ley electoral
- El número de escaños asignados a cada provincia es perfectamente proporcional al peso de su población en la del país. Como media hay un diputado por cada 26.000 habitantes.
- Para ser nombrado candidato en uno de los 176 distritos individuales es necesario recoger al menos 750 firmas de apoyo dentro de ese distrito. Cada persona con derecho a voto recibe una «cédula» preelectoral que sólo puede entregar a un candidato a modo de apoyo.
- El país se divide en 20 provincias que constituyen los distritos electorales para las listas de partidos. Para que un partido presente una lista en la provincia debe previamente conseguir candidatos individuales en al menos en el 25% de los distritos individuales de esa provincia.
- Los partidos que consiguen presentar candidatos en al menos siete provincias pueden designar candidatos también para la Lista Nacional. Esta lista no se vota sino que se utiliza posteriormente para repartir proporcionalmente el llamado «voto sobrante», es decir, el que no ha sido suficiente para lograr un diputado. Se suman todos los «votos sobrantes» de partidos y se reparten proporcionalmente entre ellos los 58 escaños reservados a la Lista Nacional. Para obtener escaños de esta forma es necesario haber superado la barrera del 4% del total nacional de los votos emitidos.
- La misma persona puede ser candidato en los tres distritos el local, el provincial, y el nacional. (Todas las principales figuras de los partidos se presentan en esta Lista además de las otras dos, puesto que el sistema asegura a los primeros nombres de esta lista las mayores probabilidades de resultar designado).
- Para obtener representación en el Parlamento, un partido necesita el 4% de los votos nacionales emitidos. Esto no se aplica, lógicamente, a los candidatos de los distritos individuales, que consiguen su escaño no como miembros de los partidos sino como representantes personales.
- La votación es válida en la primera vuelta si la participación es al menos del 50% y si en los distritos individuales algún candidato obtiene más del 50% de los votos emitidos. Los candidatos que se presentan a la segunda vuelta en los distritos individuales son los que consiguieron más del 15% de los votos, o bien, si no hay al menos dos en esta situación, se presentan los tres más votados. En la segunda vuelta basta con una participación del 25%.
- En los 176 distritos individuales resulta elegido el candidato que obtenga más votos. En caso de empate en la segunda vuelta, se repetirán las elecciones en el distrito. No se trata de una tercera vuelta sino de una repetición de todo el proceso.
- En los 20 distritos provinciales, la asignación de diputados a cada lista de partido se realiza con una distribución proporcional siguiendo una variante del método Droop.

## Resultados
|  | 32.25 % |

|  | 29.82 % |

|  | 28.18 % |

|  | 25.99 % |

|  | 13.78 % |

|  | 13.29 % |

|  | 7.88 % |

|  | 10.21 % |

|  | 5.55 % |

|  | 5.57 % |

|  | 4.08 % |

|  | 3.29 % |

|  | 3.12 % |

|  | 3.06 % |

|  | 2.59 % |

|  | 2.90 % |

|  | 1.39 % |

|  | 2.45 % |

|  | 2.59 % |

|  | 3.12 % |

|  | 2.26 % |

|  | 98.93 % |

|  | 98.59 % |

|  | 1.07 % |

|  | 1.41 % |

|  | 100.00 % |

|  | 100.00 % |

|  | 56.26 % |